# Acuapa, Soledad Atzompa
Acuapa är en ort i Mexiko.   Den ligger i kommunen Soledad Atzompa och delstaten Veracruz, i den sydöstra delen av landet, 220 km öster om huvudstaden Mexico City. Acuapa ligger 2 606 meter över havet och antalet invånare är 338.
Terrängen runt Acuapa är kuperad åt sydost, men åt nordväst är den bergig. Runt Acuapa är det ganska tätbefolkat, med 120 invånare per kvadratkilometer. Närmaste större samhälle är Orizaba, 18,8 km norr om Acuapa. I omgivningarna runt Acuapa växer i huvudsak blandskog.